# Bektashiordens suveräna stat
Bektashiordens suveräna stat (albanska: Shteti Sovran i Urdhrit Bektashi) är en hypotetisk stadsstat som har planerats för bektashiorden. Stadsstaten skulle vara endast 10 hektar och ligga i sin helhet i Albaniens huvudstad Tirana. Vatikanstaten skulle fungera som en modell till den planerande staten.

## Bakgrund
Till skillnad mot andra länder på Balkan, finns det långa traditioner för religiös tolerans och samlevnad mellan religioner i Albanien. Enligt Albaniens sista folkräkning hör 10 % av alla muslimer i Albanien till bektashiorden. Antal alla ordens medlemmar i världen varierar mellan 7 och 20 miljoner.
Syftet med ett eget suveränt land för bektashiorden är att främja tolerans för islam och mer positiv bild på islam i Albanien och hela världen.

## Administration
Bektashiordens andliga ledare (för närvarande Baba Mondi) skulle fungera som statschef. Staten skulle inte ha egen försvarsmakt eller rättsväsen. Den skulle dock ha sin egen administration, pass och internationella gränser. Medborgarskapet skulle begränsas endast till religiösa ledare och sådana som behöver det på grund av sitt arbete. Så fungerar även vatikanska medborgarskapet 
Trots att staten skulle vara i princip en islamisk teokrati, Baba Mondi har sagt att till exempel alkohol skulle vara tillåten inom statens gränser. Kvinnor ska också kunna klä sig hur de vill.